# Tim Firth
Pour les articles homonymes, voir Firth.
Timothy David Firth, connu sous le nom de Tim Firth, né le 13 octobre 1964 à Warrington, en Angleterre, est un dramaturge, scénariste et compositeur anglais.

## Biographie
Tim Firth est l'auteur de la pièce Calendar Girls qu'il a adaptée du film du même nom. L'œuvre est plébiscitée par le public britannique lors de sa tournée 2008/2009 et a battu le record du box-office britannique pour une pièce et a continué à avoir le même succès durant sa résidence à West End. En 2010, la comédie à succès a entamé une tournée à travers le Royaume-Uni et a depuis été produite dans le monde entier.

## Récompenses et distinctions
- (en) Tim Firth: Awards, sur l'Internet Movie Database